# Casa del Fascio (Caravaggio)
La Casa del Fascio è un edificio situato a Caravaggio.
L’edificio è stato completato ed inaugurato nel 1939. Venne utilizzato come sede del Partito Nazionale Fascista fino al 1945, quando la città fu liberata dal regime fascista. Da allora è stato utilizzato come sede per alloggi per famiglie disagiate.. La struttura è caratterizzata da mattoni a vista e da un imponente peristilio in cui si svolgevano manifestazioni di carattere politico. Sebbene siano ancora visibili tracce della scritta «Nel segno del littorio abbiamo vinto. Nel segno del littorio vinceremo»; l'unico superstite tra i fregi è l’aquila fascista.

## Controversia
La paternità della vittoria del bando e della costruzione dell'edificio è attualmente oggetto di discussione: alcuni documenti attestano la vittoria del bando a Giuseppe Rossi, ma altri successivi attestano la progettazione e la direzione lavori ad Alziro Bergonzo.